# Joseph Haid
Joseph Anton Haid (* 17. Mai 1801 in Langtaufers; † 4. November 1858 in St. Johann in Tirol) war ein österreichischer Bildhauer des Klassizismus.

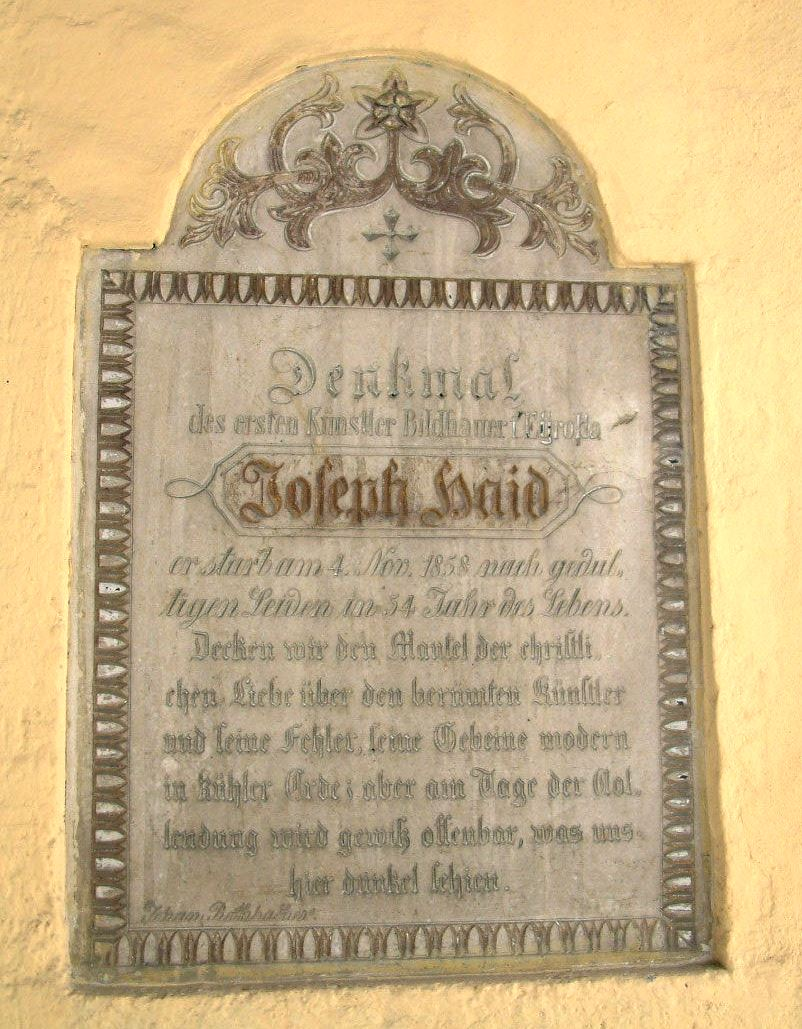
Grabstein von Joseph Haid in St. Johann in Tirol

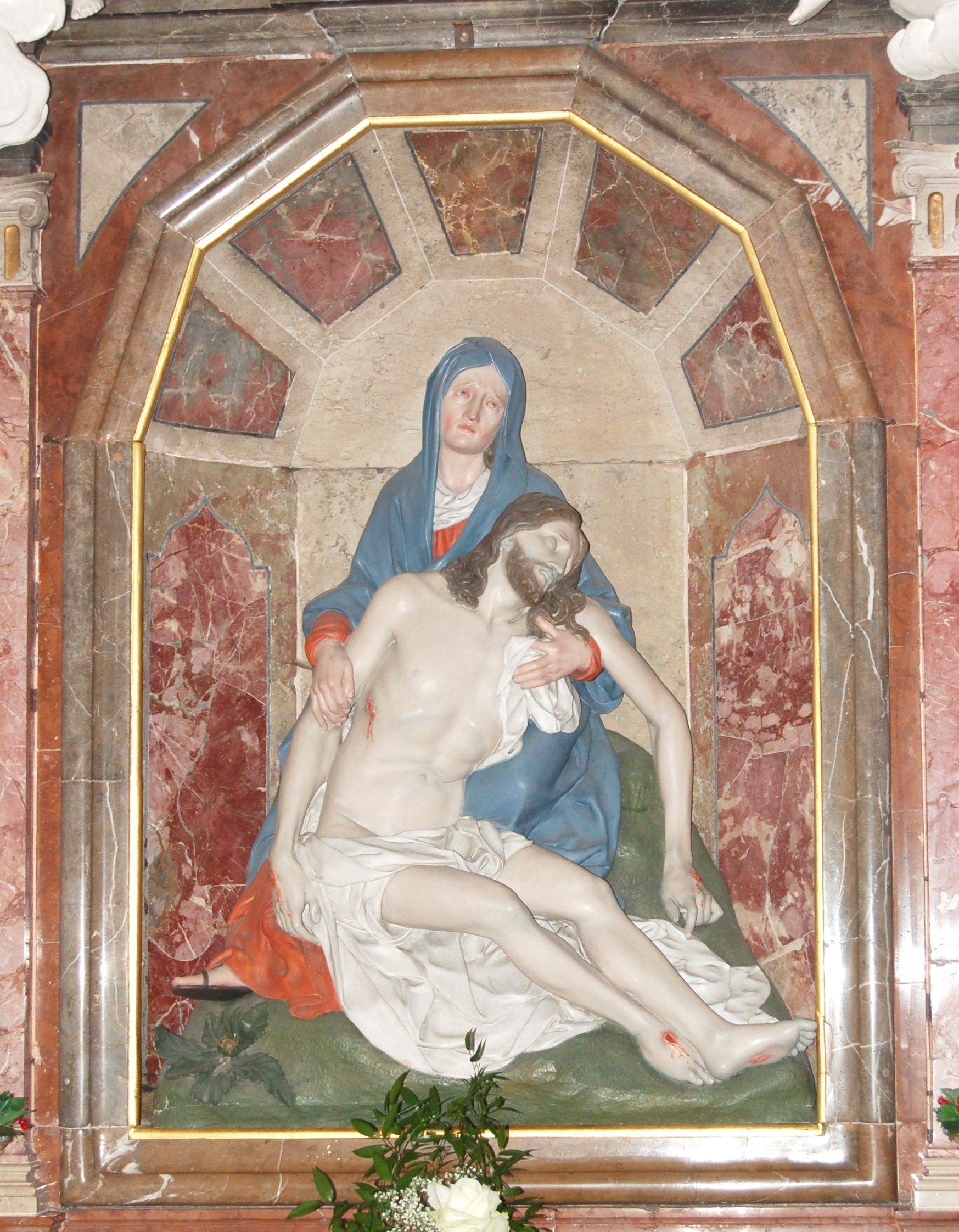
Pietà in der St. Nikolauskirche Weitau bei St. Johann in Tirol

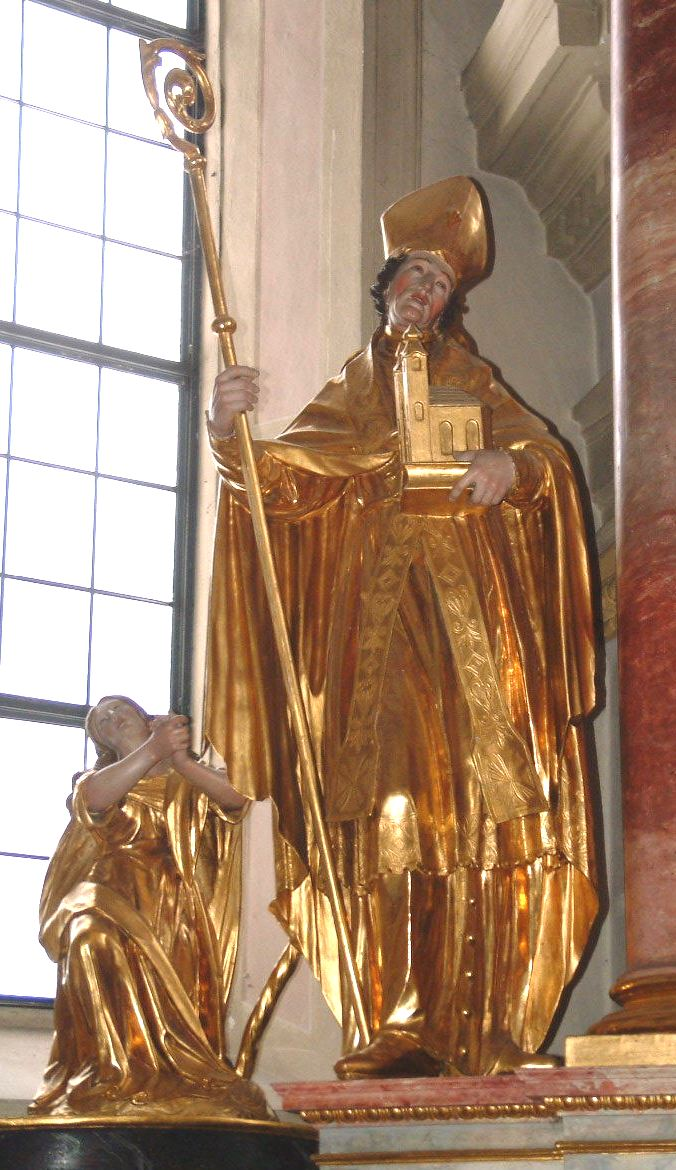
Hl. Virgil am Altar der Pfarrkirche Kirchdorf in Tirol

## Leben
Haid wurde am 17. Mai 1801 in Langtaufers, Gemeinde Graun im Vinschgau, als Sohn des Gastwirts Anton Haid und dessen Gattin Elisabeth, geb. Lechthaler, geboren.
1819 begann er die Lehre beim Kufsteiner Bildhauer und Maler Sebastian Defregger, der ihm ein halbes Jahr von der bedungenen Lehrzeit schenkte und 30 Gulden Lehrgeld nachließ, „weil er viel Talent besitzt“.
Ab 1826 besuchte Haid die Bildhauerklasse an der königlichen Akademie der Bildenden Künste München. Dem talentierten Kunststudenten wurde vom National-Museum Innsbruck nach Vorlage der Zeugnisse ein Jahresstipendium von 100 Gulden Reichswährung in zwei Raten genehmigt. Nach zeitgenössischen Berichten studierte er auch an der Akademie in Wien und war sowohl als Bildhauer als auch als Kunstmaler tätig.
1829 ließ sich Josef Haid in St. Johann in Tirol nieder, um als freier Künstler zu arbeiten. Sehr bald erwarb er den Ruf als „hervorragender Künstler“, als „guter Bildhauer“, als „in der Künstlerwelt rühmlich bekannter Bildhauer“, als „geschickter Künstler aus St. Johann“ und als „Tiroler Meister“, wohl auch deshalb, weil er den klassischen Geschmack seiner Zeitgenossen gewissermaßen als Antwort auf die lange barocke Ära traf.
Haid war Lehrmeister des Bildhauers Joseph Fuchs aus Hopfgarten im Brixental, der nach der Lehre an die Kunstakademie in München ging.
Josef Haid starb am 4. November 1858 in St. Johann in Tirol an Beinfraß, nachdem er schwerkrank längere Zeit im Armenspital lag. Er wurde drei Tage später auf dem St. Antoniusfriedhof beigesetzt. Sein Grabstein an der Mauer der Antoniuskapelle trägt die Inschrift: „Denkmal des ersten Künstler Bildhauer in Tyrollo Joseph Haid – er starb am 4. November 1858 nach geduldigen Leiden im 54. Jahr des Lebens (sic!). Decken wir den Mantel der christlichen Liebe über den berümten Künstler und seine Fehler, seine Gebeine modern in kühler Erde; aber am Tag der Vollendung wird gewiß offenbar, was uns dunkel schien.“

## Werk
- Kruzifix, Bergheim bei Salzburg – Pfarrkirche
- Statue vom guten Hirten, liegendes Jesuskind (zugeschrieben) Pfarrkirche Fieberbrunn
- Grabstein mit Figur des Hl. Petrus für Vikar Peter Dörfler (nicht erhalten), Hopfgarten im Brixental
- Relief: Moses in der Wüste erhöht die eherne Schlange, Innsbruck – Tiroler Landesmuseum Ferdinandeum
- Altäre und Kanzel klassizistisch überarbeitet, Kaprun – Pfarrkirche
- Ausbesserung der beiden Seitenaltäre, Kanzel mit Gipsfiguren Christus, Moses, Petrus und Paulus, Hochaltar mit Statuen Rupert, Virgil, Petrus und Magdalena, Aufsatzfiguren der Beichtstühle, Engel am Tabernakel, Liegendes Jesuskind für die Krippe, Kirchdorf in Tirol – Pfarrkirche
- Kruzifix, Kössen – Kalvarienberg
- Johannes der Täufer und Johannes der Evangelist, Rupert und Virgil (die beiden Letzteren sind nicht erhalten), Orgelkasten (nicht erhalten), Kirchenkanzel (nicht erhalten), Saalfelden – Dekanatspfarrkirche
- Statue der unbefleckten Empfängnis (nicht erhalten), Salzburg – Franziskanerkirche
- Kruzifix in der Antoniuskapelle, Zwölf Apostelstatuen an der Emporenbrüstung der Dekanatspfarrkirche, 4 Evangelisten und 4 Kirchenväter für den Hochaltar der Dekanatspfarrkirche, Hl. Johannes am Deckel des Taufbeckens der Dekanatspfarrkirche, Pietà am linken Seitenaltar der St. Nikolauskirche in der Weitau, Basrelief der heiligen Familie am Schellhornhaus am Hauptplatz (zugeschrieben), Grabmal für Dekan Georg Margreiter (nicht erhalten), St. Johann in Tirol
- Kruzifix (nicht erhalten), Söllheim bei Hallwang – Wallfahrtskapelle Hl. Antonius